# Borbon
Borbon è una municipalità di quarta classe delle Filippine, situata nella Provincia di Cebu, nella Regione del Visayas Centrale.
Borbon è formata da 19 baranggay:
- Bagacay
- Bili
- Bingay
- Bongdo
- Bongdo Gua
- Bongoyan
- Cadaruhan
- Cajel
- Campusong
- Clavera
- Don Gregorio Antigua (Taytayan)
- Laaw
- Lugo
- Managase
- Poblacion
- Sagay
- San Jose
- Tabunan
- Tagnucan